# Microlepia caudigera
Microlepia caudigera là một loài dương xỉ trong họ Dennstaedtiaceae. Loài này được T.Moore mô tả khoa học đầu tiên năm 1861.